# Stade Valerio-Bacigalupo
Le stade Valerio-Bacigalupo (en italien : Stadio Valerio Bacigalupo), également connu sous le nom de stade del Littorio (en italien : Stadio del Littorio), est un ancien stade de football italien situé à Cornigliano, quartier de la ville de Gênes, en Ligurie.
Le stade, doté de 15 000 places et inauguré en 1928 puis démoli en 1958, servait d'enceinte à domicile aux équipes de football de l'Associazione Sportiva Corniglianese, de l'Associazione Calcio Sampierdarenese, de l'Associazione Calcio La Dominante et de l'Unione Calcio Sampdoria.
Il porte le nom de Valerio Bacigalupo, ancien footballeur international originaire de la région.

## Histoire
Les travaux du stade débutent en 1927 pour s'achever un an plus tard. Il est inauguré sous le nom de stade del Littorio (comme bon nombre de stades construits durant la période fasciste). Conçu uniquement pour le football, il est conçu « à l'anglaise » et pouvait accueillir un maximum de 15 000 spectateurs.
Au départ construit pour le club de La Dominante, il devient par la suite l'antre à domicile de la Corniglianese puis de la Sampierdarenese.
Au total, 11 saisons de Serie A, 5 de Serie B et une de Serie C y ont été disputées. 
Le stade est le théâtre de la montée de Sampierdarenese de la troisième à la première division (promotion en 1933-34).
Endommagé par la Seconde Guerre mondiale, il est partiellement récupéré puis utilisé comme terrain d'entraînement par la Sampdoria durant ses premières années d'activité.
En 1949, le stade change de nom pour s'appeler le stade Valerio-Bacigalupo.
Il est définitivement démoli en 1958. Le hangar de l'AMT (Azienda Mobilità e Trasporti) de via Giovanni (les transports publics de la ville) est alors construit sur le site.